# Danxia
Danxia (també, Danxia de la Xina o Relleu Danxia de la Xina) és el nom d'un lloc Patrimoni de la Humanitat a la Xina. Danxia es refereix a un tipus únic de paisatge, el relleu danxia, format a partir d'arenisca vermella i que es caracteritza per uns barrancs molt escarpats, que són causats per forces endògenes (incloent aixecament) i forces exògenes (incloent la meteorització i l'erosió).

L'agost de 2010, el danxia de la Xina va quedar inscrit a la llista del Patrimoni de la Humanitat, descrivint-ho de la següent manera:
| « | Danxia ("núvols rosats"), és el nom donat a la Xina als paisatges desenvolupats en capes sedimentàries terrígenes vermelles continentals influïdes per forces endògenes (com l'elevació) i forces exògenes (com el desgast i l'erosió). El lloc inscrit comprèn sis àrees situades a la zona subtropical del sud-oest de la Xina. Es caracteritza pels seus espectaculars farallons vermells i per tota una gamma de relleus esculpits per l'erosió, en particular espectaculars pilars naturals, barrancs, valls i cascades. La duresa del paisatge ha contribuït a la conservació de boscos subtropicals sempervirents planifolis que alberguen nombroses espècies de flora i fauna, 400 d'elles considerades rares o amenaçades. | » |

| Nombre ID | Nom i ubicació                   | Coordenades                                               | Superfície                                      | Imatge |
| --------- | -------------------------------- | --------------------------------------------------------- | ----------------------------------------------- | ------ |
| 1335-001  | Chishui - Secció occidental      | 28° 22′ 11″ N, 105° 47′ 39″ E / 28.36972°N,105.79417°E /, | Propietat: 10142 Ha Zona de protecció: Ha       |        |
| 1335-002  | Chishui - Secció oriental        | 28° 25′ 19″ N, 106° 02′ 33″ E / 28.42194°N,106.04250°E /, | Propietat: 17222 Ha Zona de protecció: - Ha     |        |
| 1335-003  | Taining - Secció septentrional   | 27° 00′ 37″ N, 117° 13′ 07″ E / 27.01028°N,117.21861°E /, | Propietat: 5277 Ha Zona de protecció: - Ha      |        |
| 1335-004  | Taining - Secció meridional      | 26° 51′ 56″ N, 117° 02′ 22″ E / 26.86556°N,117.03944°E /, | Propietat: 5810 Ha Zona de protecció: - Ha      |        |
| 1335-005  | Langshan                         | 26° 20′ 24″ N, 110° 46′ 45″ E / 26.34000°N,110.77917°E /, | Propietat: 6600 Ha Zona de protecció: 6200 Ha   |        |
| 1335-006  | Danxiashan                       | 24° 57′ 55″ N, 113° 42′ 12″ E / 24.96528°N,113.70333°E /, | Propietat: 16800 Ha Zona de protecció: 12400 Ha |        |
| 1335-007  | Longhushan: Secció de Longhushan | 28° 04′ 15″ N, 116° 59′ 05″ E / 28.07083°N,116.98472°E /, | Propietat: 16950 Ha Zona de protecció: Ha       |        |
| 1335-008  | Longhushan: Secció de Guifeng    | 28° 19′ 03″ N, 117° 25′ 10″ E / 28.31750°N,117.41944°E /, | Propietat: 2740 Ha Zona de protecció: Ha        |        |
| 1335-009  | Jianglangshan                    | 28° 22′ 11″ N, 105° 47′ 39″ E / 28.36972°N,105.79417°E /, | Propietat: 610 Ha Zona de protecció: 571 Ha     |        |

## Galeria d'imatges

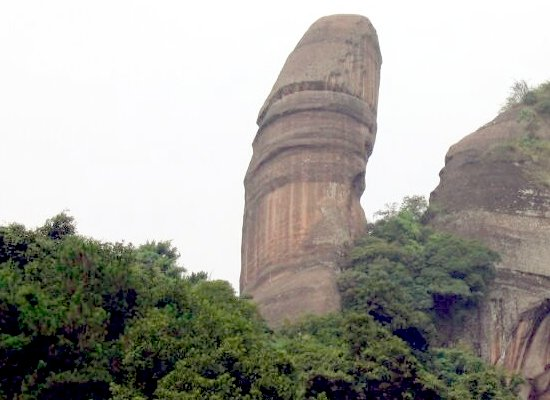
Pedra Yang Yuan
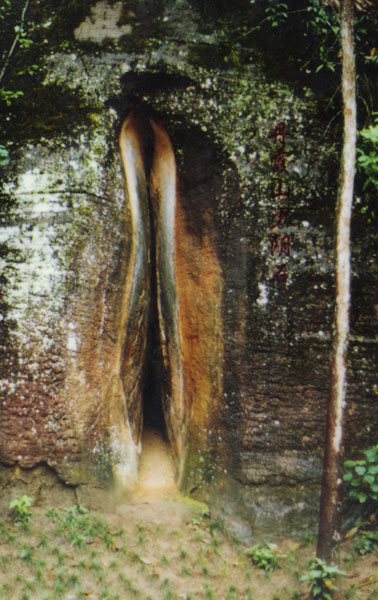
Pedra Yin Yuan
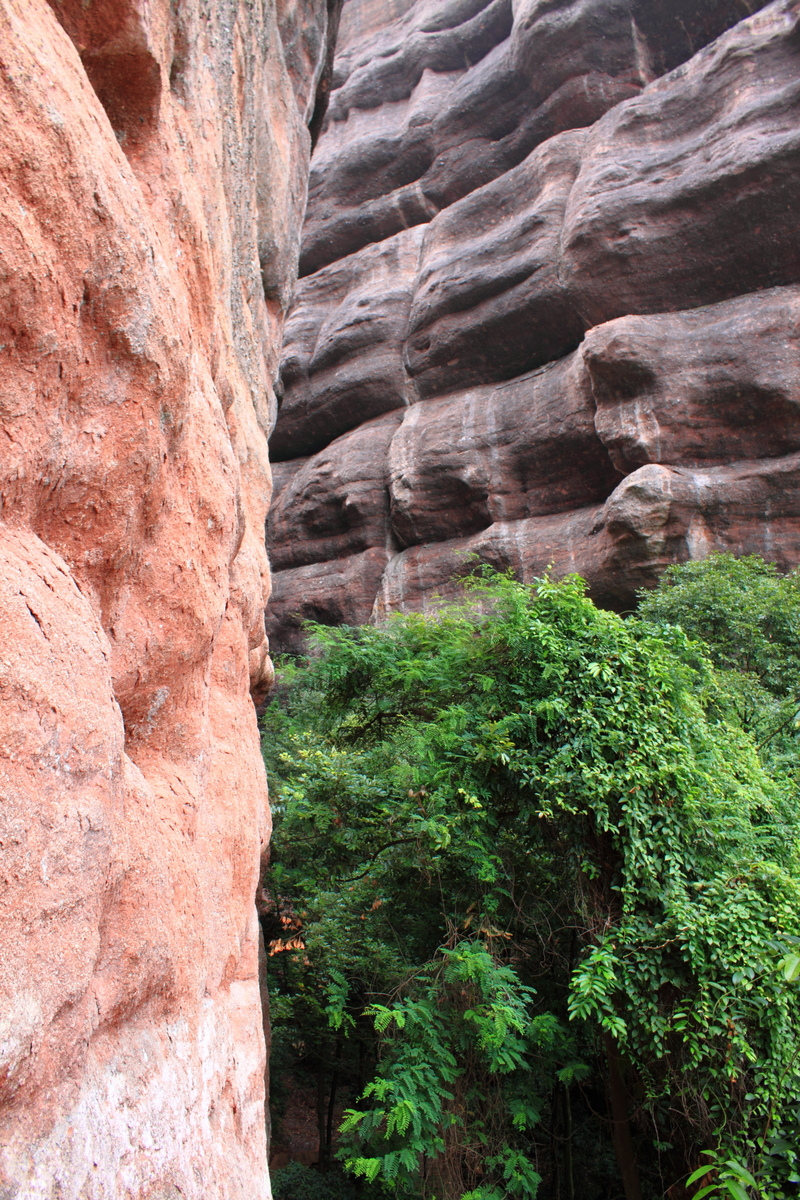
Penya segat vermell
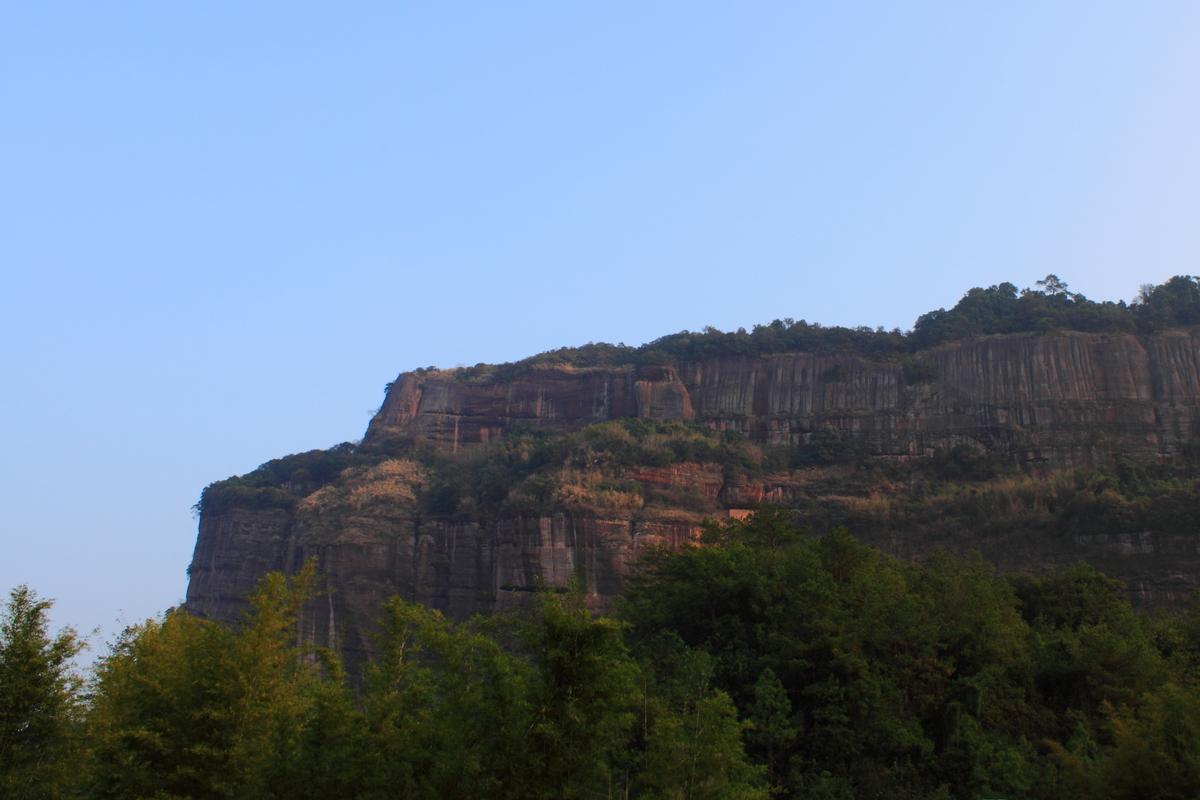
Relleu abrupte
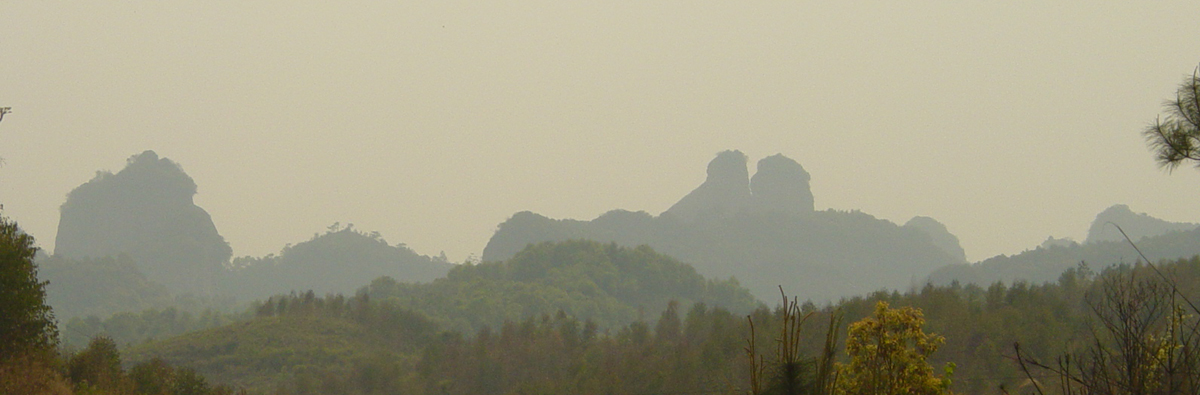
Cims de Shaoshi